# L'amore è un attimo/A Lucia
L'amore è un attimo è un singolo di Massimo Ranieri, composto da Enrico Polito e scritto da Giancarlo Bigazzi e Gaetano Savio. Con questo brano Ranieri partecipò all'Eurovision Song Contest 1971, esibendosi come undicesima canzone prima di Vita vidder del gruppo svedese Family Four e posizionandosi al quinto posto su 18 canzoni in competizione.
La canzone è una ballata in cui il cantante cerca di scrivere una lettera alla sua amante per terminare la loro relazione.
Il brano fu registrato anche in francese, spagnolo e tedesco inglese, ma solo le prime due versioni sono state ascoltate.